# Rick Allen
 (mars 2019).
Si vous disposez d'ouvrages ou d'articles de référence ou si vous connaissez des sites web de qualité traitant du thème abordé ici, merci de compléter l'article en donnant les références utiles à sa vérifiabilité et en les liant à la section « Notes et références ».
Richard John Cyril Allen, dit Rick Allen, est un batteur britannique né le 1er novembre 1963  à Dronfield dans le Derbyshire en Angleterre. Il est le batteur du groupe Def Leppard depuis 1978. Le 31 décembre 1984, il perd son bras gauche dans un accident de voiture. Il poursuit néanmoins sa carrière, en jouant avec un seul bras et ses pieds sur une batterie conçue pour lui.

## Biographie
Rick Allen commence à jouer de la batterie avec les ustensiles de cuisine de sa mère dès l’âge de cinq ans, plus un tambourin comme percussion supplémentaire. À dix ans, il persuade ses parents de lui acheter une batterie, en suivant des cours et en payant la moitié du prix. Il a une Del Ray (en) bleu électrique, et après six mois de leçons, il joue avec son premier groupe, Smokey Blue. Il joue ensuite avec Rampant et le Johnny Kalendar Band.
Lorsque Rick Allen a quinze ans, son père répond à une annonce d’un groupe recherchant un batteur, "Leppard loses skin", et il remplace Frank Noon le 28 novembre 1978. Lors de son audition pour Def Leppard, il joue la chanson Emerald de Thin Lizzy. Selon le bassiste du groupe Rick Savage, leur son a été instantanément bien meilleur. En 1979, il abandonne l’école, en même temps que les autres membres du groupe abandonnent leurs emplois, pour se concentrer sur sa carrière musicale. En septembre, ils font la première partie de Sammy Hagar au Hammersmith Odeon (Londres), et en octobre-novembre, ils font celle d’AC/DC. Le 14 mars 1980, le groupe sort son premier album, On Through the Night, suivi de trois autres.
Le 31 décembre 1984, alors que Rick Allen conduit sa Corvette près de Sheffield pour aller fêter la Saint-Sylvestre chez ses parents, il tente de dépasser une Alfa Romeo. Roulant à grande vitesse, il perd le contrôle de sa corvette, qui fait plusieurs tonneaux. N'ayant pas attaché sa ceinture de sécurité, il est éjecté de la voiture. Son bras gauche est arraché à la hauteur de l'épaule,. Malgré les efforts des médecins pour lui rendre son bras, l’infection oblige à une nouvelle amputation.
À son grand désarroi, les ex-managers de Def Leppards font don de l'ancienne batterie Ludwig qu’il utilisait sur High & Dry et Pyromania. 
L’ancien batteur de Status Quo, Jeff Rich, apporte beaucoup d’aide et d’encouragement à Rick durant sa convalescence. Ils décident, après des heures de discussion, de concevoir une batterie multi-pad électronique. Après plusieurs essais, ils conçoivent une batterie fonctionnelle. Elle utilise un système de pédalier, ce qui permet à Rick Allen de jouer plus ou moins fort, comme ce qu’il faisait auparavant, allant jusqu’à livrer une performance très applaudie au festival Monsters of Rock en 1986. En août 1987, le groupe enregistre son quatrième album, Hysteria, qui se vend à 15 000 000 de copies. Il participe ensuite aux six albums suivants du groupe.

## Projets solo
- Bien qu'il n'ait pas été crédité, Allen a coécrit la bande son d'un téléfilm Disney de 1998 nommé Brink, champion de roller.
- En mai et juin 2000, il participe à deux concerts du Mark Mason Project, accompagné du guitariste Mark Englert ex-Dramarama.
- Allen a également composé avec sa femme Lauren.

## Vie privée
Le 11 octobre 2003, Rick Allen épouse Lauren Monroe, cofondatrice de Raven Drum Foundation, un organisme charitable créé par Rick Allen à Malibu, pour encourager les enfants défavorisés à réaliser leurs rêves. Il a une fille, Lauren Shane Allen (née le 20 mai 1997), d’un précédent mariage avec Stacy Gilbert Allen.

## Hommages
- Rick Allen a reçu le Humanitarian Award le 29 août 2001.